# Школа фабрично-заводского ученичества

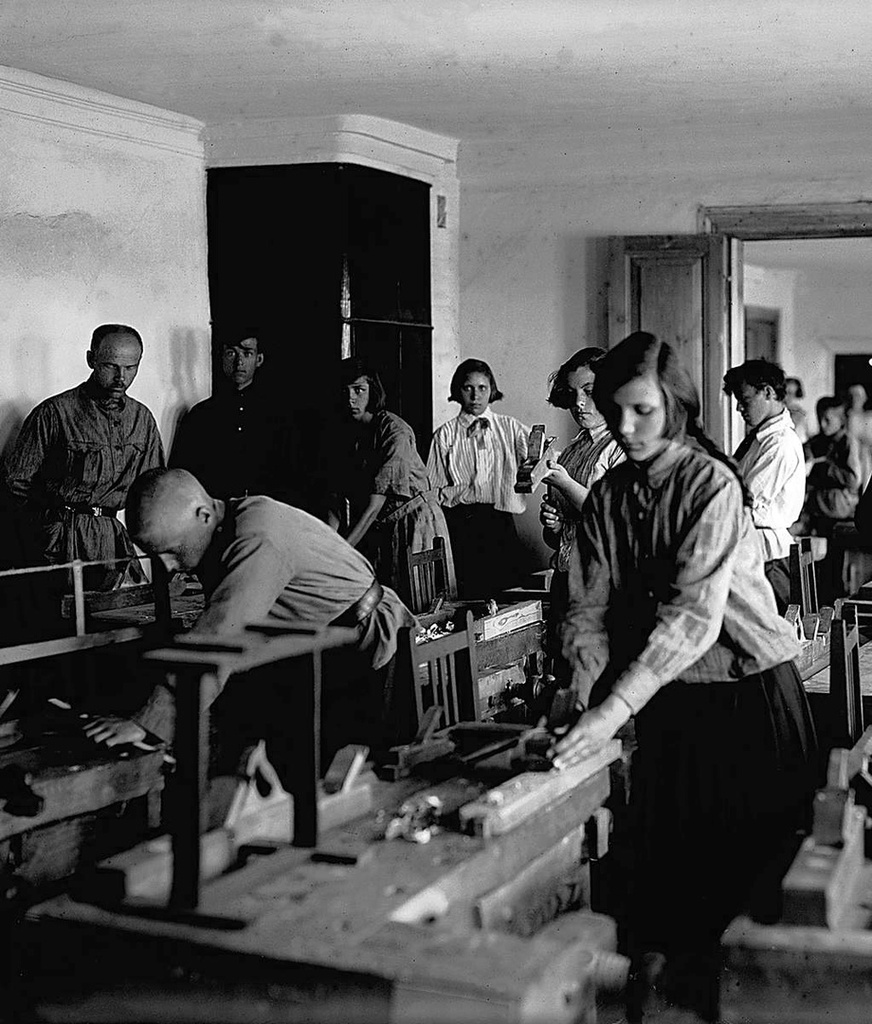
Челябинская железнодорожная ФЗС № 2. Столярная мастерская

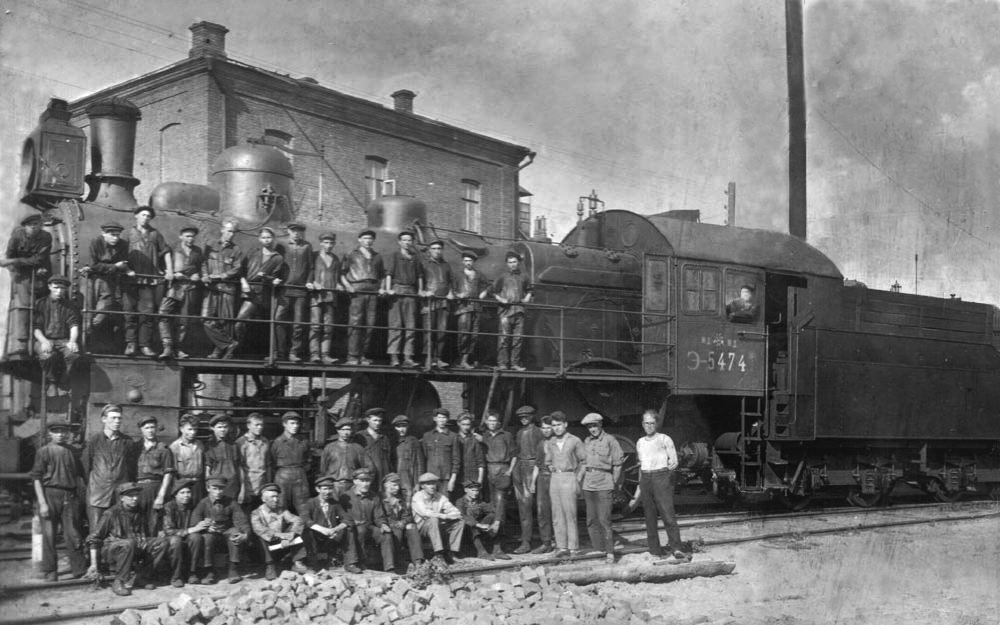
ФЗУ в депо Аткарск, 1932

Школа фабрично-заводского ученичества (Школа ФЗУ; часто ошибочно — фабрично-заводское училище) — низший (основной) тип профессионально-технической школы в СССР с 1918 года по 1940 год, для подготовки квалифицированных рабочих кадров, наряду со школами молодёжи, организованных на стройках (стройучи) и на сельско-хозяйственных строительствах (сельхозучи).
Школы ФЗУ, подготавливали высококвалифицированных рабочих и рабочих универсального типа, например в городе Минск, на 1938 год, было 12 школ фабрично-заводского ученичества. Деятелей коммунистического воспитания в области фабрично-заводского ученичество готовила Академия коммунистического воспитания имени Н. К. Крупской, на факультете фабрично-заводского ученичества с двумя отделениями (общественнопедагогическим и индустриально-математическим). Для школ ФЗУ строили специальные здания, например Школа-ФЗУ в Родниках.

## Описание
Школы фабрично-заводского ученичества действовали при крупных предприятиях для подготовки квалифицированных рабочих. Срок обучения составлял три — четыре года. В школу принималась молодёжь в возрасте 14 — 18 лет с начальным образованием. Наряду с профессиональным обучением в школе велась общеобразовательная подготовка.
В 1930—1939 годах обучение проходило в основном на базе 7-летней школы и из-за сокращения часов на общеобразовательные предметы срок обучения снизился до 1,5—2 лет. 
В 1933 году со школой фабзавуча организационно слилась Школа ученичества массовых профессий (ШУМП).

«Для несовершеннолетних правонарушителей организуются школы фабрично-заводского ученичества особого типа, задачей которых является подготовлять из несовершеннолетних правонарушителей квалифицированных рабочих для промышленности и сельского хозяйства и давать им на основе коммунистического воспитания знания, необходимые для активного участия в социалистическом строительстве». — Статья 39, Исправительно-трудовой кодекс РСФСР, от 1933 года.
В 1940 году большинство школ ФЗУ были реформированы в школы фабрично-заводского обучения (ФЗО) и ремесленные училища, сохранившись преимущественно в лёгкой и пищевой промышленностях.
В 1959—1963 годах наряду со всеми профессионально-техническими учебными заведениями системы Государственных трудовых резервов СССР школы ФЗУ были преобразованы в профессионально-технические училища (ПТУ) с различными сроками обучения.
За время существования школ фабрично-заводского ученичества ими было подготовлено около 2,5 миллионов квалифицированных рабочих.